# Ein Chef zum Verlieben
Ein Chef zum Verlieben (Originaltitel: Two Weeks Notice) ist eine US-amerikanische romantische Komödie aus dem Jahr 2002 von Regisseur Marc Lawrence, der auch das Drehbuch schrieb. Die Hauptrollen spielten Sandra Bullock und Hugh Grant.

## Handlung
Die sozial und ökologisch engagierte Anwältin Lucy Kelson aus New York setzt sich gegen Bauvorhaben ein, bei denen soziale Belange vernachlässigt und gewachsene historische Strukturen zerstört werden. Zusammen mit zwei Mitstreitern legt sich Lucy vor eine anrückende Abrissbirne, um dadurch die Zerstörung eines Gebäudes durch die Firma Wade Corporation zu verhindern, hat damit jedoch keinen Erfolg, da die herbeigerufene Polizei sie verhaftet. Lucys Eltern, beide Anwälte, die ihre Überzeugungen teilen, bezahlen die Kaution und holen sie von der Polizei ab.
Um den drohenden Abriss eines weiteren historischen Gebäudes in ihrem Heimatstadtteil Coney Island – des Gemeindezentrums Coney Island Community Center – zu verhindern, wendet sich Lucy nun direkt an George Wade, der zusammen mit seinem Bruder Howard die Wade Corporation leitet. Der reiche Lebemann und für seine zahlreichen Affären bekannte George Wade ist gerade auf der Suche nach einer neuen Anwältin. Als Lucy mit ihm über das Projekt sprechen will, bietet er ihr spontan die offene Stelle als Anwältin in seiner Firma an. Sie hält davon zunächst nichts, lässt sich aber dann doch überreden, da ihr Wade für den Fall ihrer Anstellung verspricht, dass er das Gemeindezentrum retten und sie dann auch ein Mitspracherecht bei Bauvorhaben und der Verteilung von Spendengeldern der Firma Wade haben werde.
Mit ihrem Freund Ansel kann Lucy nur kurze Telefongespräche führen, da er auf einem Schiff als Greenpeace-Aktivist tätig ist. Nach einem Streit trennt sie sich von ihm. Lucy überzeugt Wade durch ihre hohe berufliche Kompetenz; die anfängliche persönliche Abneigung zu ihm wandelt sich mit der Zeit in Sympathie bis hin zum Verliebtsein, was sie aber aufgrund der völlig anderen Lebenseinstellung und politischen Haltung von Wade unterdrückt und nicht wahrhaben will.
Auch Wade fühlt sich von Lucy angezogen. Bald beteiligt er sie an jeder Entscheidung, sowohl im beruflichen wie auch im privaten Bereich. Lucy wird durch die ständigen Anrufe von Wade, die sie auch mitten in der Nacht aus dem Schlaf reißen, und den inneren Widerspruch der Gefühle zu ihm gesundheitlich stark belastet.
Als Wade sie durch einen scheinbar dringenden Anruf von der Hochzeit ihrer Freundin Meryl holt und es sich herausstellt, dass er lediglich einen Ratschlag für einen passenden Anzug benötigte, kündigt sie – ihrem Vertrag entsprechend – mit einer Kündigungsfrist von zwei Wochen (two weeks’ notice). Wade will sie zunächst nicht gehen lassen, gibt seinen Widerstand aber später auf und beauftragt sie mit der Suche nach einer passenden Nachfolgerin für ihre Stelle. Die Anwältin June Carver verschafft sich ein unangemeldetes Vorstellungsgespräch bei Lucy und beginnt, mit George zu flirten, der sie auf der Stelle engagiert. Zu einer Veranstaltung am Abend begleitet sie Wade und landet danach in seiner Wohnung. Als Lucy plötzlich dort auftaucht, findet sie die beiden leicht bekleidet vor, wie sie gerade „Strip-Schach“ spielen.
Auf Druck seines Bruders Howard, Mitinhaber der Firma, rückt Wade von seiner Zusage zur Rettung des Gemeindezentrums überraschend ab. Lucy macht ihm deswegen heftige Vorwürfe, und da sie auch wegen June in ihren Gefühlen verletzt ist, zieht sie sich zurück. Sie arbeitet in der Folge wieder im Anwaltshilfeverein Legal Aid für sozial Schwache.
Bei der Grundsteinlegung des Neubaukomplexes verspricht George doch noch, das Gemeindezentrum so zu erhalten, wie er es Lucy ursprünglich versprochen hat. Er will sich von seinem Bruder nicht weiter bevormunden lassen und steigt aus der gemeinsamen Firma aus. George sucht Lucy im Anwaltshilfeverein auf, und nach einigen umständlichen Erklärungen gestehen sie einander ihre Liebe.

## Ausstrahlung in Deutschland
Die Free-TV-Premiere in Deutschland fand am 19. März 2006 auf ProSieben statt. Diese verfolgten insgesamt 5,06 Millionen Zuschauer bei 14,1 Marktanteil. Der Marktanteil in der werberelevanten Zielgruppe lag bei 23,5 Prozent und 3,74 Millionen Zuschauer.

## Hintergrund
- Der englische Originaltitel enthält einen Grammatik-Fehler, die korrekte Schreibweise benötigt einen Apostroph: Two Weeks’ Notice[3]
- In einer Szene erzählt Lucy von einer Mrs. Goldfarb und ihren Freundinnen, die in Liegestühlen vor dem Haus sitzen. Dies ist eine Anspielung auf den Film Requiem for a Dream, der ebenfalls auf Coney Island spielt.
- Bei der Verhandlung der Scheidung spricht Lucy im Film auch Französisch und Chinesisch. Im englischen Originalton spricht sie anstatt Französisch an dieser Stelle Deutsch.
- Mark Feuerstein sollte im Film die Figur des Rich Beck spielen. Für die Endfassung des Films wurden jedoch alle Dialog-Szenen mit ihm entfernt und man sieht ihn nur einmal flüchtig im Bild (als einen der Gäste bei der Hochzeit von Lucys Freundin).
- Als ihre Vorbilder erwähnt Lucy Clarence Darrow, Thurgood Marshall und Ruth Ginsburg.
- Norah Jones, Mike Piazza sowie Donald Trump haben Gastauftritte im Film und spielen sich selbst.
- Die Produktionskosten betrugen schätzungsweise 60 Millionen US-Dollar. Der Film spielte in den Kinos der USA rund 93 Mio. und in den Ländern außerhalb der USA rund 106 Mio. US-Dollar ein.[4]
- Kinostart in den USA war am 20. Dezember 2002, in Deutschland am 13. Februar 2003.

## Kritiken
David Rooney schrieb in Variety am 14. Dezember 2002, der Film sei nicht so „frisch“ wie Miss Undercover. Er bezeichnete die Darstellung von Sandra Bullock und Hugh Grant im Film als „liebenswürdig“, meinte allerdings, die Chemie zwischen den Hauptdarstellern stimme nicht.
Cinema zufolge sei der Film „witziger und gefühlvoller, als man von Hollywood-Routine erwarten durfte“ und „für eine leichte Romanze schwer in Ordnung“.

## Auszeichnungen
- Joni Mitchell gewann für den Song Big Yellow Taxi einen ASCAP-Award 2004 in der Kategorie Most Performed Song from a Motion Picture.
- Sandra Bullock wurde für jeweils einen Teen Choice Awards 2003 in der Kategorie Actress – Comedy (Schauspielerin – Komödie) und in der Kategorie Hissy Fit (Wutanfall) nominiert.